# Proof (opera teatrale)
Proof (La prova) è un'opera teatrale di David Auburn, vincitrice del Premio Pulitzer per il teatro e del Tony Award alla migliore opera teatrale nel 2001.

## Trama
Robert, brillante matematico affetto da problemi mentali, è appena morto e la figlia Catherine teme di aver ereditato una vena di follia dal padre, insieme al talento scientifico. Hal, allievo di Robert, cerca tra le carte del mastro gli appunti per dimostrare una teoria sui numeri primi che il professore stava elaborando nei rari momenti di lucidità. Catherine si trova quindi combattuta tra la decisione di abbandonare la matematica per non finire come il padre e l'amore per Hal, che le chiede di collaborare con lui nel dimostrare un postulato su cui, si scopre, Catherine aveva già compiuto importanti studi al posto del padre.

## Personaggi
- Catherine: giovane donna di venticinque anni che ha ereditato le brillanti doti matematiche del padre, ma anche (lei teme) la sua instabilità mentale. Rinuncia alla carriera universitaria per dedicarsi all'anziano padre malato.
- Claire: sorella maggiore di Catherine, forte ed indipendente. Lascia la famiglia e l'università per vivere a New York una vita autonoma e libera da impegni familiari.
- Robert: padre di Catherine e Claire, brillante matematico da poco scomparso. Nonostante sia già morto nel tempo in cui si svolge la vicenda, appare sulla scena nei ricordi di Catherine
- Harold “Hal” Dobbs: studente di Robert nell'unico anno in cui la malattia mentale aveva lasciato all'anziano professore almeno la possibilità di insegnare. È innamorato di Catherine

## Produzioni
La prima produzione ha debuttato al Manhattan Theatre Club nell'Off Broadway il 23 maggio 2000, per poi essere trasferita al Walter Kerr Theatre di Broadway a partire dal 10 ottobre 2000, dove è rimasta in scena per un totale di 933 repliche. Il cast originale era composto da Mary Louise Parker (Catherine), Ben Shenkman (Hal), Johanna Day (Claire) e Larry Bryggman (Robert). Come dimostra la prolungata permanenza sulle scene newyorkesi (fino al 5 gennaio 2003), il dramma ottenne un buon successo sia di pubblico che di critica. Proof viene nominato a sei Tony Awards, vincendone due: Migliore opera teatrale e migliore attrice protagonista (Mary Louise Parker); vince inoltre il Drama Desk Award ed il Premio Pulitzer per il teatro. Allo scadere del suo contratto, Mary Louise Parker è stata sostituita da Jennifer Jason Leigh e poi da Anne Heche; altri rimpiazzi di rilievo sono stati Len Cariou (Robert), Neil Patrick Harris (Hal) e Josh Hamilton (Hal).
Il 16 maggio 2002, Proof debutta a Londra, alla Donmar Warehouse. Questa produzione, diretta da John Madden vede come protagonisti Gwyneth Paltrow (Catherine), Ronald Pickup (Robert), Sara Stewart (Claire) e Richard Coyle (Hal). Per la sua interpretazione, Gwyneth Paltrow è stata nominata al Laurence Olivier Award come miglior attrice. Tra il 13 marzo e il 27 aprile 2013, Proof torna sulle scene londinesi alla Menier Chocolate Factory, con Mariah Gale (Catherine), Jamie Parker (Hal), Matthew Marsh (Robert) ed Emma Cuniffe (Claire). Questa volta le recensioni sono meno entusiastiche.

## Adattamenti
Nel 2005 John Madden ha nuovamente diretto Gwyneth Paltrow, nell'adattamento cinematografico del dramma, insieme ad Anthony Hopkins (Robert), Hope Davis (Claire) e Jake Gyllenhaal (Hal). La trama, riadattata per lo schermo da Rebecca Miller, comprende più personaggi minori rispetto al cast dell'opera teatrale, in cui i personaggi sono solo quattro.